# Lijst van spelers van Helsingborgs IF
Deze lijst omvat voetballers die bij de Zweedse voetbalclub Helsingborgs IF spelen of gespeeld hebben. De spelers zijn alfabetisch gerangschikt.

## A
- Emil Åberg
- David Accam
- Per Ågren
- Lars-Erik Ahlberg
- Yakubu Alfa
- Axel Alfredsson
- Christoffer Andersson
- Daniel Andersson
- Elias Andersson
- Gustaf Andersson
- Hjalmar Andersson
- Patrick Andersson
- Sven Andersson
- Stendy Appeltoft
- Benny Arentoft
- Magnus Arvidsson
- Patrick Åström
- Walid Atta
- Jakob Augustsson
- Nils Axelsson
- Samuel Aziz

## B
- Joseph Baffo
- Lars Bakkerud
- Stuart Baxter
- Alejandro Bedoya
- Samir Beloufa
- Eric Bengtsson
- Georg Bengtsson
- Sylve Bengtsson
- Hans Bergh
- Marcus Bergholtz
- Oscar Berglund
- Fredrik Björck
- Jesper Björkman
- Hilmar Björnsson
- Erik Bloom
- Emanuel Boateng
- Darijan Bojanic
- Robin Book
- Carl-Filip Borgh
- Rachid Bouaouzan
- Charles Brommesson
- Lennart Bunke
- Torsten Bunke

## C
- Sebastian Carlsén
- Carl Carlsson
- Hugo Carlsson
- Thure Carlsson
- Leandro Castán
- Tore Cervin
- Isaac Chansa
- Henry Christensson
- Peter Christiansen

## D
- Albin Dahl
- Andreas Dahl
- Harry Dahl
- Mikael Dahlberg
- Marcus Danielson
- Inge Danielsson
- Denilson
- Nikola Đurđić

## E
- Erik Edman
- Johan Eiswhold
- Marcus Ekenberg
- Hans Eklund
- Matthias Eklund
- Joel Ekstrand
- Måns Ekvall
- Fredrik Elgström
- Jan Eriksson
- Peter Esberg

## F
- Johan Falkesäter
- Haysan Farouk
- Alfreð Finnbogason
- Lars Flodin
- Carl-Johan Franck
- Mattias Freij
- Henrik Fribrock
- Martin Fribrock
- Christer Fursth

## G
- Ardian Gashi
- Alexander Gerndt
- Armin Gigović
- Krister Granbom
- Andreas Granqvist
- Peter Graulund
- Tommi Grönlund
- Albert Guðmundsson
- Willy Gummesson

## H
- John Hansen
- Michael Hansson
- Pär Hansson
- Erlend Hanstveit
- Frederik Helstrup
- Markus Holgersson
- Tobias Holmqvist
- Victor Horndahl
- Atiba Hutchinson

## I
- Valerijs Ivanovs

## J
- Andreas Jakobsson
- Petri Jakonen
- Jesper Jansson
- Ulrik Jansson
- Christian Järdler
- Gustav Jarl
- Benny Johansen
- Bjørn Johansen
- Stig Johansen
- Arne Johansson
- Carl Johansson
- Carl Johansson
- Tobias Johansson
- Jakob Már Jónharðsson
- Mattias Jonson
- Åke Jönsson
- Alexander Jönsson
- Anders Jönsson
- Rasmus Jönsson
- Zoran Jovanovski

## K
- Adam Kaied
- Olivier Karekezi
- Eldin Karisik
- Fahrudin Karisik
- Bror Karlsson
- Abdul Khalili
- Imad Khalili
- Roman Kienast
- Anton Kinnander
- Leif Klingborg
- Martin Kolár
- Emil Krafth
- Knut Kroon
- Morten Kruuse
- William Kvist

## L
- Andreas Landgren
- Marcus Lantz
- Fredrik Larsson
- Henrik Larsson
- Jordan Larsson
- Peter Larsson
- Björn Lilius
- Marcus Lindberg
- Sigfrid Lindberg
- Andreas Linde
- Anders Linderoth
- Rasmus Lindgren
- Bengt Lindskog
- Mattias Lindström
- Fredrik Liverstam
- David Ljung
- Jesper Ljung
- Per-Ola Ljung
- Sigvard Löfgren
- Harry Lundahl
- Gustav Lundström
- Guðjón Lýðsson

## M
- Mats Magnusson
- Roger Magnusson
- May Mahlangu
- Tony Mahr
- René Makondele
- Otto Malm
- Hans Malmström
- MacDonald Mariga
- Peter Markstedt
- Johan Mårtensson
- Malte Mårtensson
- Jozo Matovac
- Franco Miranda
- Thando Mngomeni
- Jan Möller

## N
- Moses Ndugwa
- Tarmo Neemelo
- Torben Nielsen
- Christopher Nilsson
- Daniel Nilsson
- Hampus Nilsson
- Marcus Nilsson
- Ola Nilsson
- Roland Nilsson
- Daniel Nordmark

## O
- Mike Obiku
- Lucas Ohlander
- Anders Ohlsson
- Pär-Olof Ohlsson
- Fredrik Olsson
- Gunnar Olsson
- Razak Omotoyossi

## P
- Anders Pålsson
- Hannu Patronen
- Birger Pedersen
- John Pelu
- Erik Persson
- Hans Persson
- Nicklas Persson
- Rafael Porcellis
- Magnus Powell
- Kurt Præst
- Rade Prica
- Martin Pringle

## R
- Mohamed Ramadan
- Kenneth Rasmussen
- Claudinei Resende
- Oskar Rönningberg
- Conny Rosén
- Mikael Rosén
- Nils Rosén

## S
- Loret Sadiku
- Bengt Salomonsson
- Erik Sandberg
- Niklas Sandberg
- Alvaro Santos
- Hans Selander
- Luton Shelton
- Rogério Silva
- Robin Simovic
- Thomas Sjöberg
- Erik Sjöstrand
- Jørgen Skjelvik
- Christopher Skoog
- Ole Skouboe
- Ólafur Skúlason
- Arnór Smárason
- Christian Söderberg
- Ronny Sörensson
- Thomas Sørum
- Mike Sserumagga
- Arild Stavrum
- Babis Stefanidis
- Urban Stoltz
- Kenneth Storvik
- Mats Strandberg
- Carl Ström
- Rickard Strömbäck
- Erik Sundin
- Patrik Sundström
- Fredrik Svanbäck
- David Svensson
- Kalle Svensson
- Rolf Svensson
- Sven-Ove Svensson

## T
- Adama Tamboura
- Simon Thern

## U
- Mattias Unkuri
- Jere Uronen

## W
- Erik Wahlstedt
- Johan Wallinder
- Mats Wejsfelt
- Sven-Erik Westerberg
- Björn Westerblad
- Peter Wibrån
- Fredrik Widlund
- John Wikdahl